# El iris salvaje
El iris salvaje (título original en inglés: The Wild Iris) es un libro de poesía escrito por Louise Glück, ganadora del Premio Pulitzer de Poesía en 1993. El libro también ganó la presea William Carlos Williams, concedida por la Sociedad de Poetas de América.
Publishers Weekly lo calificó de "ambicioso y original" y alabó su potente, extrañeza muda (inglés: muted strangeness).
A la autora se le concedió el Premio Nobel de Literatura por el conjunto de su obra poética en 2020.